# Tyrel
Tyrel is een Amerikaanse film uit 2018, geschreven en geregisseerd door Sebastián Silva.

## Verhaal
Tyler gaat samen met zijn vriend een weekend weg om een verjaardag te vieren in een blokhut ergens afgelegen in het Catskillgebergte. De meeste mensen kent hij niet en hij voelt zich meteen ongemakkelijk omdat hij de enige zwarte man is in het gezelschap en er zwaar gedronken gaat worden. Tyler wordt hartelijk verwelkomd maar de combinatie van testosteron en alcohol tijdens het weekend loopt uit de hand en Tylers nachtmerrie lijkt uit te komen.

## Rolverdeling
| Acteur             | Personage |
| ------------------ | --------- |
| Jason Mitchell     | Tyler     |
| Christopher Abbott |           |
| Michael Cera       |           |
| Caleb Landry Jones |           |
| Ann Dowd           |           |

## Release
Tyrel ging op 20 januari 2018 in première op het Sundance Film Festival in de U.S. Dramatic Competition.